# La Base Musical
La Base Musical, a veces presentado simplemente como La Base, es una banda de cumbia villera argentina fundada en 2003 en el  Gran Buenos Aires. Su nombre hace referencia a la introducción de bases o samples editadas informáticamente al ritmo. Su música es descrita tanto por ellos mismos como por los medios como cumbia villera light, la cual después obtuvo nombre propio: la cumbia base, ya que las letras de sus canciones no tematizan la delincuencia, aunque sí el consumo de drogas, como es habitual en el género. Según el diario Clarín, la estrategia surgió debido a la prohibición del Comité Federal de Radiodifusión de la apariencia en TV de algunos otros grupos villeros.

## Historia
Al frente de La Base Musical se presentaron el cantante y tecladista  Néstor "Jeringa" Bordiola y Rubén "Cartucho" Ponce, un "animador" que se presenta con estilo rollinga (flequillo, pañuelo), que a diferencia de Bordiola no cuenta con antecedentes musicales. La banda contó con la producción musical de Oscar Belondi (ex cantante de Yerba Brava y líder de La Repandilla) y Andrés "DJ Andy" Arenas (DJ residente de la discoteca SEM de Moreno y productor del grupo de DJ's Alchemy Records)

### "Parulo" y explosión mediática
El tema Sabrosón, su primer hit, obtiene un éxito rotundo, dándole a esta nueva banda un rápido ascenso. Llegaron a tocar todos los fines de semana en el programa ómnibus y más importante de la movida tropical en la televisión argentina, Pasión de Sábado. El éxito de La base se debió a una música pegadiza y bailable, a letras más festivas e inofensivas, y al contraste favorable entre las imágenes personales de Bordiola (con un estilo deportivo - rapero que se reflejó en el logo de la banda -usando la tipografía de la empresa de ropa deportiva Fila- ) y Ponce (el ya mencionado estilo rollinga, ambos estilos principalmente adoptados por las clases media-bajas del país)
Su primer disco, titulado Parulo (el cual es el apodo de Belondi)  se convierte rápidamente en disco de oro, con éxitos como el romántico Muchacha Sola, o los bailables Bum Bum, Culito Pa`tras, o Alcen las manos. Presentaron el disco en giras por distintos países limítrofes de Argentina, como Uruguay, Paraguay, Chile y Bolivia, afirmando este éxito el 24 de octubre de 2003 en un recital con mucho éxito en el estadio Luna Park.
El 16 de agosto de 2003 graban su primer trabajo en vivo, llamado Inimitable que consta con un show en vivo, en las instalaciones de Complejo Tornado, y también con diez temas inéditos. Cumbia Sabrosa es el primer tema de difusión, con mucha aceptación en la escena. Consolida esta tendencia la interpretación del huayno peruano transformado en cumbia villera Vienes y te vas siendo uno de los temas más escuchados de la movida tropical, dándole un prestigio que no se había obtenido en este género, siendo aceptado y bailado por, incluso, las sociedades más altas.
En 2004 La Base no grabó ningún material, pero el éxito conseguido los lleva a hacer maratónicas giras durante todos los fines de semana, con hasta 12 bailes por noche y treinta por fines de semana. Mientras que el tema Sol Negro fue usado en la serie homónima como cortina musical.

### Cambio de integrantes
Después de haber publicado dos adelantos para el próximo trabajo, Muevan la cola, convertido en éxito al poco tiempo de su promoción y Jalao yo estoy, en febrero del año 2005 decide desertar su líder, Néstor, con la ilusión de producir otras bandas y posteriormente lanzarse como solista (creando la banda Nestor en Bloque), dejando como reemplazo a Sebastián Valdez, quien hasta el momento se desempeñaba como bajista del grupo hermano Eh!!! guacho.
Ya con la inclusión de Sebastián, y tras tres años sin sacar ningún disco, publicaron Mas Sólida, con nuevas versiones de los temas previamente grabados. Su primer sencillo Cariñito que logró una mediatización importante, y posteriormente Me enamoré otra vez hacían prever que La Base estaba fuerte y no iba a sentir la ausencia de su exlíder, aunque esto no fue así. Posteriormente, Cartucho decide abandonar la banda para abocarse a otro proyecto, siendo reemplazado por Cristian.
Para el año 2010 lanzan Mata, siendo su último álbum en la voz de Sebastián.
A principios de 2015 se da a conocer un nuevo integrante, Diego Escobar la nueva voz líder del grupo (quién al mismo tiempo es el tecladista de La Repandilla). Se lanza el sencillo «El que se escapó pa vacilar» con un videoclip, después se suma un animador, Yael. 
Al tiempo Diego se aleja de la agrupación y hace un breve regreso Sebastián. Luego Sebastián se retira, quedando Yael como la actual voz de La Base.
Llegado octubre del 2016, se suma una nueva voz junto a Yael, Gonzalo Salinas, meses después, Yael se retira del grupo quedando sólo Gonzalo siendo la actual voz de La Base.
Hoy, después de varios cambios, integran la banda: Judío, Gonzalo, Mauro, Cabe, Brahian, Lukas y Yonatan San Miguel (Actual Productor de Melody Producciones)

## Discografía

### Álbumes de estudio
- Parulo (2003)
- Más sólida (2006)
- Mata (2010)

### Álbumes en vivo
- Inimitable (2004)

### EP
- Tu cumbia, tu mambo (2017)